# Helene Fischer (Fotografin)
Helene Clara Millie Fischer (* 1. Mai 1900 in Meisterschwanden; † 13. April 1978 in München) war eine Schweizer Violinistin, Skifahrerin und Fotografin.

## Leben
Helene (auch Helen) Fischer war die Tochter von Emma Fischer und Johann Jakob Fischer, der zusammen mit seinen Brüdern mit der Herstellung von Geflecht für Strohhüte ein Vermögen erwirtschaftet hatte. Sie wuchs zusammen mit einer Schwester und zwei Brüdern in Meisterschwanden in der herrschaftlichen «Villa Dubler» auf. 
Sie besuchte das Genfer Konservatorium, wo sie von Joseph Szigeti unterrichtet wurde, und ging später mit dem Boston Symphony Orchestra und dem Chicago Symphony Orchestra auf Tour.
Nach dem Tod ihres Vaters 1920 gab die Familie die Fabriken in Meisterschwanden auf. Aus gesundheitlichen Gründen – sie war lungenkrank – kam Helene Fischer in ein Sanatorium in Davos. Im Januar 1924 gewann sie das Parsenn-Derby, das in diesem Jahr erstmals ausgetragen wurde.
In Berlin lernte sie die Reporterin Titaÿna kennen, die 1934 für eine Reise nach Indonesien noch eine Fotografin suchte. Fischer gab sich als Fotografin aus, indem sie fremde Fotografien als ihre eigenen ausgab, nahm bei einem Amateurfotografen ein paar Lektionen und studierte während der dreiwöchigen Überfahrt Fachliteratur. Zusammen veröffentlichten die beiden Frauen mehrere Reportagen aus Südostasien.
Später verkaufte Fischer Bilderserien an das Geographical Magazine, an Vogue und an das Magazin der Lufthansa. Auch in Schweizer Zeitschriften wie der Zürcher Illustrierten und der Schweizer Illustrierten veröffentlichte sie seit Anfang der 1930er-Jahre zahlreiche Bildreportagen aus Südostasien, Südamerika und Afrika, von denen in den späten 1950er-Jahren besonders ihre Bilder der Pygmäen und Mangbetu Aufsehen erregten.
Begleitet wurde Helene Fischer oft von Penny Converse. Auch sie war Fotografin. Unter anderem fotografierte sie den amerikanischen Schriftsteller Ernest Hemingway, mit dem die beiden Frauen befreundet waren. Beide waren leidenschaftliche Jägerinnen und posierten oft mit den erlegten Tieren. Nach einer Begegnung mit einem Puma gab sie die Jagd für immer auf, so «beschämend» sei der Anblick des Tieres gewesen.
In Davos liess sich Fischer das Chalet «Safari» bauen, sie reiste nach wie vor zwischen Europa, Afrika, Asien und den USA hin und her. In München hatte sie zudem eine zweite Wohnung. Dort lernte sie Ilse Collignon kennen, die eine Art Agentin für sie wurde. Durch sie machte Helene Fischer die Bekanntschaft von Leni Riefenstahl, Collignons Schwägerin. In Fischers Nachlass gibt es einen Ordner, der mit «Lenis Afrika» beschriftet ist; die Bildsprache der Aufnahmen darin gleicht Helene Fischers Fotografien. 
In späteren Jahren drehte Helene Fischer auch Filme. Der Werbefilm «Let’s go Places Davos», bei dem sie Regie führte, entstand im Winter 1963/1964 und wurde vermutlich 1965 zum 100-Jahr-Jubiläum des Kurortes Davos erstmals aufgeführt. Kameramann war Heinz Hölscher, Sprecher Gerald Mohr.
Helene Fischer starb in München am 13. April 1978 an den Folgen eines Herzinfarkts. Beigesetzt wurde sie in Zürich.

## Würdigung
Laut der Fotostiftung Schweiz gehört Helene Fischer neben Ella Maillart, Annemarie Schwarzenbach und Helen Keiser zu den wenigen Frauen, die sich in jener Zeit mit Bildreportagen und Textbeiträgen aus dem Ausland einen Namen machten.

## Bücher
- Skiing East and West. Hastings House, New York 1946.
- Menschen Tiere Abenteuer. Ensslin & Laiblin, 1975.
- Elefanten, Löwen und Pygmäen: Mit Kamera und Büchse im afrikanischen Busch. Süddeutscher Verlag, München 1956.
  - Englische Ausgabe: Peril is my Companion. Hale, London 1957.